# Household Words
Household Words – angielski tygodnik, ukazujący się od 27 marca 1850 do 28 maja 1859 roku. Jego głównym udziałowcem oraz redaktorem naczelnym był Charles Dickens. Tytuł stanowi aluzję do Henryka V Williama Shakespeare’a; w dramacie tym jedna z postaci wypowiada frazę familiar in their mouths as Household Words (akt IV, scena 3, wers 52). „Houshold Words” był popularnym tygodnikiem, uzyskującym w najlepszych latach nakład wynoszący 40 tysięcy egzemplarzy. Kosztował dwa pensy, wydawany był w środy i składał się zazwyczaj z 24 dwukolumnowych, nieilustrowanych stron.
Pismo przestało działać po tym, jak Dickens posprzeczał się z wydającym je przedsiębiorstwem „Bradbury and Evans”. Powodem sprzeczki było oburzenie Dickensa na fakt, że przedsiębiorstwo odmówiło opublikowania w swoim wysokonakładowym piśmie „Punch” oświadczenia pisarza, dotyczącego jego separacji z żoną i dementującego plotki o jego rzekomym cudzołóstwie. Ostatni numer tygodnika ukazał się 28 maja 1859 roku, pisarz natomiast zajął się redagowaniem innego periodyku „All the Year Round”.

## Charakter pisma
Tygodnik zajmował się w dużej mierze tematyką społeczną i aktualnymi wydarzeniami. Szczególnie często powracał temat niedostatecznej opieki zdrowotnej oraz złych warunków mieszkaniowych i sanitarnych panujących w Londynie. Pismo regularnie apelowało do władz miejskich o zmianę tego stanu rzeczy poprzez stosowne ustawy (tematyka była szczególnie obecna na łamach pisma w związku z epidemią cholery, która zaatakowała miasto w 1854 roku). Tygodnik propagował również reformy w zakresie budownictwa, mające zlikwidować slumsy i doprowadzić do lepszego rozplanowania dzielnic robotniczych. Atakowano na jego łamach również nadużycia w instytucjach publicznych i domach pracy, a także fabrykantów, którzy ignorowali zalecenia dotyczące bezpieczeństwa pracy. Postulowano również utworzenie bezpłatnych szkół dla dzieci. Pojawiały się też satyryczne artykuły dotyczące polityki (m.in. Thousand and One Humbug oraz Scarli Tapa and the Forty Thieves autorstwa Dickensa). Zajmowano się także sytuacją więziennictwa i sądownictwa w Anglii.
Oprócz tematyki społecznej pismo zajmowało się także ciekawostkami technicznymi i naukowymi (opracowano m.in. artykuły Chemia świecy i Tajemnica czajnika na podstawie wykładów dla dzieci i młodzieży autorstwa Michaela Faradaya). W każdym numerze pojawiała się także część literacka, zazwyczaj była to nowela lub fragment opowiadania.

## Współpracownicy
Większość artykułów publikowana była bez podania nazwiska autora, wyjątkiem były tylko te pisane przez samego Dickensa. Wiadomo jednak, że z pismem współpracowali m.in.: Edward Bulwer-Lytton, Wilkie Collins, Chancy Hare Townshend, John Forster, Edwin Arnold, Coventry Patmore, Elizabeth Gaskell i Charles Lever. W sumie grupa piszących dla „Household Words” obejmowała ponad 300 osób, z czego 35 osób było stałymi współpracownikami pisma, odpowiedzialnymi za powstanie większości artykułów. Współpracy z czasopismem odmówiła natomiast wielokrotnie zapraszana przez Dickensa, George Eliot.
Na łamach pisma ukazały się m.in. Ciężkie czasy Dickensa, A Rogue’s Life Wilkie Collinsa, oraz Północ i Południe Elizabeth Gaskell.